# Mário Fresta
Mário Jorge Cartaxo Fresta ou simplesmente Mário Fresta  (Lisboa, 1957) é um médico e cientista luso-angolano que é uma das referências em educação médica em Angola.

## Biografia
Nascido em Portugal e licenciado em medicina por uma das primeiras turmas da Faculdade de Medicina da Universidade de Angola (futura Universidade Agostinho Neto) no início da década de 1980, quando teve sua tese de licenciatura orientada pelo médico e professor cubano Roger Guerrero Pérez, Mário Fresta começou sua atuação profissional no interior de Angola, ao iniciar a sua actividade médica em Huambo. Nesta cidade, ele desenvolveu sua actuação durante sete anos (1982-1988), quando integrou a equipa instaladora do Curso de Medicina no campus de Huambo da Universidade Agostinho Neto, que deu origem à futura Universidade José Eduardo dos Santos, além de ser professor de Fisiologia no referido curso.
Como médico, ele prestou assistência ambulatória no Hospital Central e no Centro de Medicina Desportiva, colaborando também com os Serviços de Assistência Médica Militar. A partir de 1989, ele voltou a atuar como professor universitário na Faculdade de Medicina da Universidade Agostinho Neto em Luanda, onde orientou estudantes de graduação como Albano Vicente Ferreira.
Em 1993, ele concluiu o seu doutorado em Medicina, na subárea da Fisiologia, na Faculdade de Medicina da Universidade de Lisboa, após defender a sua tese dissertativa "Contribuição para o estudo dos efeitos da contracção muscular: modelo experimental - porco anestesiado" sob a orientação do professor Luís da Silva Carvalho.
Na Faculdade de Medicina da Universidade Agostinho Neto, Mário Fresta desempenhou diversos cargos administrativos, tais como o de Chefe do Departamento de Ciências Fisiológicas da FM-UAN, o de Vice-Reitor para Assuntos Científicos da Universidade Agostinho Neto (UAN), o de Reitor em Exercício da UAN, o de Presidente da Assembleia da UAN, e o de Vice-Presidente da Associação das Universidades de Língua Portuguesa (AULP).
Entre 28 de outubro de 1999 a 29 Janeiro de 2002, por decisão do Ministério da Educação de Angola, Mário Fresta foi designado como Reitor pro tempore da Universidade Agostinho Neto (UAN).
Em 2003, ele concluiu o seu mestrado em Higher Education Studies: Policy Analisys, Leadership and Management pela Universidade do Cabo Ocidental (University of The Western Cape), situada na África do Sul. Neste mesmo ano, ele foi um dos fundadores e o primeiro Director do Centro de Estudos Avançados em Educação e Formação Médica (CEDUMED).
Em 2019, Mário Fresta concorreu ao cargo de Bastonário da Ordem dos Médicos de Angola (OMA), organização profissional criada em 1991 e que havia sido dirigida nos anos anteriores pelo médico Carlos Alberto Pinto de Sousa. Após o cômputo dos votos, os médicos angolanos elegeram Elisa Gaspar como a nova bastonária da OMA.

## Pensamento

### Ciência e tecnologia em Angola
Segundo Mário Fresta, os saberes produzidos por meio da investigação cientifica, inovação e criação/adequação da tecnologia contribuem para o crescimento económico e desenvolvimento humano.
No caso de Angola, a ciência e tecnologia tem o potencial de contribuir para a reavaliação crítica do passado e do presente, para, de maneira criativa, proporcionar a redefinição e desenvolvimento de estratégias, modelos, clusters e projectos mais adequados visando a diversificação da economia nos contextos nacional e mundial.
Assim, Fresta entende que Angola deve deixar de ser importador e consumidor de ciência e tecnologia para poder ser um produtor, criador e, quando possível, também exportador. Para isto, ele defende a ampliação de investimentos financeiros públicos e privados.
Identificando que a ciência e tecnologia realizadas em Angola seria, de forma geral, escassa e fortuita, de qualidade variável, de discutível relevância e impacto socioeconómico, Mário Fresta defende que para mudar esta situação seria necessário: "(i) identificar os principais problemas nacionais potencialmente resolúveis pela CTI e seleccionar os prioritários; (ii) estabelecer a capacidade (existente ou mobilizável) de financiamento e alocá-la aos programas e projectos científicos aprovados; (iii) abrir concurso público, através dos respectivos editais, para os mesmos; (iv) contratar as instituições que mais garantias derem de cumprir com os termos de referência e alcançar os resultados definidos; (v) e fazer o necessário acompanhamento, monitorização e avaliação, faseada e final".

## Principais obras

### Artigos
- «Modelos de organização duma faculdade de medicina - Estudo de caso da Faculdade de Medicina da Universidade Agostinho Neto - Perspetiva histórica (1975-2007)». Anais do IHMT, Lisboa, 2021 (em coautoria com Guilherme Bugalho Gomes, Mário Fresta, Victor Kajibanga)
- «Ensino superior em Angola: desafios e oportunidades ao nível institucional». Fórum da Gestão do Ensino Superior nos Países e Regiões de Língua Portuguesa: Revista FORGES, Vol. 3, n. 1 (2016): 83-106. (em coautoria com SIMÕES C, SAMBO MR, FERREIRA A)
- «Desafios da educação médica e da investigação em saúde no contexto de Angola». Revista Brasileira de Educação Médica, v. 38, n. 1, Mar. 2014. Disponível em: https://doi.org/10.1590/S0100-55022014000100018. (em coautoria com SIMÕES C, SAMBO MR, FERREIRA A)